# SN 1990M
SN 1990M – supernowa typu Ia odkryta 15 czerwca 1990 roku w galaktyce NGC 5493. W momencie odkrycia miała maksymalną jasność 13,50m.